# 気分しだいで責めないで
「気分しだいで責めないで」（きぶんしだいでせめないで）は、サザンオールスターズの楽曲。自身の2作目のシングルとして、Invitationから7インチレコードで1978年11月25日に発売された。
1988年6月25日と1998年2月11日に8cmCDとして、2005年6月25日には12cmCDで再発売されている。2014年12月17日からはダウンロード配信、2019年12月20日からはストリーミング配信が開始されている。

## 背景
デビューシングル「勝手にシンドバッド」から5か月経って発売された作品。本作は「勝手にシンドバッド」や1枚目アルバム『熱い胸さわぎ』に続いて、パワフル・コミカル・エッチなサウンドの作品となっている。
1979年にリリースされたセカンド・アルバムの『10ナンバーズ・からっと』にも、テイク違いの同曲が収録されている。

## 収録曲
- 収録時間：6:50

1. 気分しだいで責めないで (3:32)
（作詞・作曲：桑田佳祐 / 編曲：サザンオールスターズ / 管編曲：新田一郎）
リリース当時桑田は、「『勝手にシンドバッド』と同じ路線を」と事務所側から半強制的に作らされた苦い経験のためこの曲を「史上最低の曲」とまで言って嫌い[5]、発売から10年以上ライブで演奏されずにいたが、1993年ごろからノイローゼだったことも含めて良い思い出だと思い始め、ライブでも演奏されるようになっており、これについて後年にはインタビューで「『気分しだいで責めないで』をライブでやるのが苦痛だった時期もあったけど、今はすごく楽しいんですよ」「作った頃は捨てちゃいたいくらいだったんですけど、こうして長い年月を経ると愛しくなるんですよねえ」といった発言をしている[6][7]。
また、非売品のディスコバージョンもある。
2. 茅ヶ崎に背を向けて (3:17)
（作詞・作曲：桑田佳祐 / 編曲：サザンオールスターズ）
1978年8月発売のアルバム『熱い胸さわぎ』からのリカット・シングルである。
桑田の出身地の茅ヶ崎をイメージした歌詞である。桑田が言うには大学2年生の時に作った最初のオリジナル曲で、家の鏡の前でギターを弾きながら歌っていくうちに出来たという[8][注釈 1]。

## 参加ミュージシャン
- 桑田佳祐:Vocal, Guitar(#1,2)
- 大森隆志:Guitar, Chorus(#1,2)
- 原由子:Keyboards, Chorus(#1,2)
- 関口和之:Bass, Chorus(#1,2)
- 松田弘:Drums, Chorus(#1,2)
- 野沢秀行:Percussion, Chorus(#1,2)

## 収録アルバム
| 曲名                   | 作品名                             | 備考                                                           |
| ---------------------- | ---------------------------------- | -------------------------------------------------------------- |
| 気分しだいで責めないで | 10ナンバーズ・からっと             | テイク違い。                                                   |
| 気分しだいで責めないで | ベスト・オブ・サザンオールスターズ | テイク違い。カセットテープのみでの発売のため、現在は廃盤作品。 |
| 茅ヶ崎に背を向けて     | 熱い胸さわぎ                       |                                                                |

## ミュージック・ビデオ収録作品
| 曲名                   | 作品名 |
| ---------------------- | ------ |
| 気分しだいで責めないで | 未収録 |
| 茅ヶ崎に背を向けて     | 未収録 |

## ライブ映像作品
| 曲名                   | 作品名                                                                                            | 備考 |
| ---------------------- | ------------------------------------------------------------------------------------------------- | --- |
| 気分しだいで責めないで | ホタル・カリフォルニア                                                                            | |
| 茅ヶ崎に背を向けて     | シークレットライブ'99 SAS 事件簿 in 歌舞伎町                                                      | 原曲と異なり全てのパートを桑田が歌唱している。 |
| 茅ヶ崎に背を向けて     | 桑田佳祐の音楽寅さん 〜MUSIC TIGER〜 あいなめBOX                                                  | 桑田佳祐ソロ名義の作品。DISC3「♯13 海の日記念スペシャルサマーライブ」に収録。こちらも全てのパートを桑田が歌唱している。                                                |
| 茅ヶ崎に背を向けて     | LIVE TOUR 2019 “キミは見てくれが悪いんだから、アホ丸出しでマイクを握ってろ!!” だと!? ふざけるな!! | 完全生産限定盤のボーナスディスクに収録。2018年6月25・26日にNHKホールで開催された『ちょっとエッチなラララのおじさん』での歌唱シーン。1番のAメロの歌詞が変更されている。 |